# Rui Filipe
Rui Filipe Tavares Bastos (ur. 8 marca 1968 w Vale de Cambra, zm. 28 sierpnia 1994 w Porto) – portugalski piłkarz grający na pozycji pomocnika. W swojej karierze rozegrał 6 meczów w reprezentacji Portugalii.

## Kariera klubowa
Swoją karierę piłkarską Rui Filipe rozpoczął w klubie AD Valecambrense. Zadebiutował w nim w sezonie 1986/1987. W 1987 roku przeszedł do drugoligowego Gil Vicente FC. Z kolei w 1988 roku został zawodnikiem Sportingu Espinho. 21 sierpnia 1988 zadebiutował w nim w pierwszej lidze portugalskiej w przegranym 0:2 wyjazdowym meczu z CF Os Belenenses. W sezonie 1988/1989 spadł ze Sportingiem do drugiej ligi. W sezonie 1990/1991 ponownie występował w Gil Vicente FC.
Latem 1991 roku Rui Filipe został zawodnikiem FC Porto. 25 sierpnia 1991 zaliczył w nim debiut w wyjazdowym meczu z GD Estoril-Praia (2:0). W sezonach 1991/1992, 1992/1993 i 1994/1995 został z Porto mistrzem kraju. Wraz z Porto zdobył też Puchar Portugalii w sezonie 1993/1994 oraz trzykrotnie Superpuchar Portugalii w latach 1992, 1993 i 1994.
28 sierpnia 1994 Rui Filipe zginął w Porto w wypadku samochodowym.
| Sezon   | Klub             | Kraj       | Rozgrywki     | Mecze | Bramki |
| ------- | ---------------- | ---------- | ------------- | ----- | ------ |
| 1986/87 | AD Valecambrense | Portugalia | III. liga     | ?     | ?      |
| 1987/88 | Gil Vicente FC   | Portugalia | Segunda Liga  | ?     | ?      |
| 1988/89 | Sporting Espinho | Portugalia | Primeira Liga | 33    | 1      |
| 1989/90 | Sporting Espinho | Portugalia | Segunda Liga  | ?     | ?      |
| 1990/91 | Gil Vicente FC   | Portugalia | Primeira Liga | 33    | 3      |
| 1991/92 | FC Porto         | Portugalia | Primeira Liga | 25    | 4      |
| 1992/93 | FC Porto         | Portugalia | Primeira Liga | 25    | 0      |
| 1993/94 | FC Porto         | Portugalia | Primeira Liga | 14    | 0      |
| 1994/95 | FC Porto         | Portugalia | Primeira Liga | 1     | 1      |

## Kariera reprezentacyjna
W reprezentacji Portugalii Rui Filipe zadebiutował 31 maja 1992 roku w zremisowanym 0:0 meczu USA Cup 1992 z Włochami, rozegranym w New Heaven. Od 1992 do 1993 roku rozegrał w kadrze narodowej 6 meczów.
| Mecze i gole w reprezentacji | Mecze i gole w reprezentacji | Mecze i gole w reprezentacji  | Mecze i gole w reprezentacji | Mecze i gole w reprezentacji | Mecze i gole w reprezentacji | Mecze i gole w reprezentacji |
| #                            | Data                         | Stadion                       | Rywal                        | Wynik                        | Gol                          | Rozgrywki                    |
| 1992                         | 1992                         | 1992                          | 1992                         | 1992                         | 1992                         | 1992                         |
| ---------------------------- | ---------------------------- | ----------------------------- | ---------------------------- | ---------------------------- | ---------------------------- | ---------------------------- |
| 1.                           | 31.05.1992                   | New Heaven, Stany Zjednoczone | Włochy                       | 0:0                          | 0                            | USA Cup 1992                 |
| 2.                           | 03.06.1992                   | Chicago, Stany Zjednoczone    | Stany Zjednoczone            | 0:1                          | 0                            | USA Cup 1992                 |
| 3.                           | 07.06.1992                   | Boston, Stany Zjednoczone     | Irlandia                     | 0:2                          | 0                            | USA Cup 1992                 |
| 4.                           | 02.09.1992                   | Linz, Austria                 | Austria                      | 1:1                          | 0                            | towarzyski                   |
| 5.                           | 11.11.1992                   | Saint-Ouen, Francja           | Bułgaria                     | 2:1                          | 0                            | towarzyski                   |
| 1993                         |                              |                               |                              |                              |                              |                              |
| 6.                           | 10.02.1993                   | Faro, Portugalia              | Norwegia                     | 1:1                          | 0                            | towarzyski                   |